# Mitsuo Kagawa
Mitsuo Kagawa (賀川 光夫, Kagawa Mitsuo), né le 5 janvier 1923 et mort le 9 mars 2001, est un archéologue japonais et professeur à l'Université de Beppu dans la préfecture d'Ōita au Japon. Il se suicide par pendaison en mars 2001.

## Biographie
Kagawa est diplômé en archéologie avec une spécialisation sur la période précéramique paléolithique. En 1962, il mène un chantier de fouille sur le site de la grotte de Hijiridaki (聖嶽洞窟遺跡) dans la préfecture d'Ōita. L'équipe prétend avoir découvert des ossements humains et des outils de pierre datant de l'ère paléolithique mais plus tard en 1999 d'autres chercheurs mettent en doute cette conclusion et font valoir que la prétention n'a pas pu être prouvée. Dans une série d'articles parus dans la revue japonaise Bungeishunjū et publiés les 25 janvier, 1er février et 15 mars 2001, il est allégué que les outils de pierre découverts sur le site étaient des faux et que Kagawa est impliqué dans ce canular. Il se suicide et laisse une lettre d'adieu pour clamer son innocence.
La même année, sa famille dépose plainte contre Shukan Bunshun. La cour du district d'Ōita et la haute cour du district de Fukuoka ordonnent au magazine de payer des dommages et de publier une excuse à la famille de Kagawa. Le magazine fait appel auprès de la Cour suprême mais l'appel est rejeté en septembre 2004. Une déclaration d'excuses est publiée dans l'édition du 2 septembre 2004.
Le 25 octobre 2003, une équipe de l'Association japonaise d'archéologie indique qu'elle n'a pu trouver de preuves pour porter un jugement sur la question de savoir s'il s'est agi d'une falsification ou non.